# Tropodiaptomus palustris
Tropodiaptomus palustris là một loài giáp xác trong họ Diaptomidae.